# Lotus E23 Hybrid
La Lotus E23 Hybrid è una vettura da Formula 1 realizzata dal Lotus F1 Team per partecipare al campionato mondiale di Formula 1 2015. Progettata da Nick Chester, era guidata da Romain Grosjean e Pastor Maldonado. Il miglior risultato ottenuto fu un terzo posto del pilota francese al Gran Premio del Belgio.

## Contesto
La crisi finanziaria che aveva colpito il team al termine della stagione 2013 si era riverberato anche nella successiva, con un ridimensionamento degli obiettivi e diversi licenziamenti tra i suoi dipendenti. Inoltre a ciò era seguita la progettazione della Lotus E22, monoposto rivelatasi per molti aspetti fallimentare, e l'abbandono della fornitura da parte della Renault dopo che per tutto il campionato si era concentrata unicamente sulla Red Bull fornendo solo sporadici aggiornamenti.
Per il 2015 il budget a disposizione risultava quindi simile a quello del campionato precedente e i tecnici Lotus dovettero rivedere gran parte delle soluzioni tecniche adottate, in parte perché rivelatesi inefficaci (come il muso a tricheco) in parte perché non più conformi ai nuovi regolamenti, come il sistema "FRIC" (Front-Rear Interactive Control, ovvero controllo interattivo di anteriore e posteriore) adottato sulla sospensione anteriore. Dopo la rescissione del contratto con Renault venne poi stipulato un accordo con Mercedes per la fornitura dei motori, interrompendo così una collaborazione iniziata nel 1995 ai tempi della Benetton Formula (nonostante la parentesi dal 1998 al 2000 con i motori marchiati Playlife che non erano altro che dei Renault non ufficiali).
Come piloti furono invece confermati Romain Grosjean e Pastor Maldonado, mentre per il ruolo di collaudatore furono ingaggiati il campione della GP2 Series Jolyon Palmer e la spagnola Carmen Jordá.

## Piloti
| Piloti ufficiali       | Piloti ufficiali | Piloti ufficiali |
| Nazione                | Nome             | Numero           |
| ---------------------- | ---------------- | ---------------- |
| Francia (bandiera)     | Romain Grosjean  | 8                |
| Venezuela (bandiera)   | Pastor Maldonado | 13               |
| Collaudatori           |                  |                  |
| Nazione                | Nome             | Nome             |
| Regno Unito (bandiera) | Jolyon Palmer    | Jolyon Palmer    |
| Spagna (bandiera)      | Carmen Jordá     | Carmen Jordá     |

## Carriera agonistica

### I test
La vettura debuttò in pista durante i test svoltisi sul circuito di Jerez de la Frontera, agli inizi di febbraio. Grosjean e Maldonado furono in grado di percorrere oltre 4.000 chilometri, ottenendo spesso risultati confortanti sia sul piano dell'affidabilità sia su quello prestazionale piazzandosi frequentemente nelle prime posizioni della graduatoria dei tempi. Questa tendenza positiva si confermò anche a Barcellona, in cui Maldonado riuscì a realizzare il miglior tempo durante la prima giornata.

### La stagione
Nonostante i confortanti risultati ottenuti nei test, l'inizio stagione non fu altrettanto brillante: nelle prime due gare nessuno dei piloti riuscì a cogliere punti. Solamente al terzo appuntamento stagionale Grosjean fu in grado di terminare settimo in Cina e nelle corse seguenti terminò tra i primi dieci con una certa costanza. Proprio Grosjean fu protagonista delle migliori prestazioni stagionali del team, culminate nel terzo posto ottenuto in Belgio, mentre Maldonado si trovò più in difficoltà a causa anche di diversi ritiri e non andò mai oltre il settimo posto. A fine anno la Lotus chiuse il campionato al sesto posto con 78 punti ottenuti.

## Risultati
| Anno | Team          | Motore   | Gomme | Piloti    |     |     |     |    |     |     |    |     |     |    |     |     |    |   |     |     |    |    |     | Punti | Pos. |
| ---- | ------------- | -------- | ----- | --------- | --- | --- | --- | -- | --- | --- | -- | --- | --- | -- | --- | --- | -- | - | --- | --- | -- | -- | --- | ----- | ---- |
| 2015 | Lotus F1 Team | Mercedes | P     | Grosjean  | Rit | 11  | 7   | 7  | 8   | 12  | 10 | Rit | Rit | 7  | 3   | Rit | 13 | 7 | Rit | Rit | 10 | 8  | 9   | 78    | 6º   |
| 2015 | Lotus F1 Team | Mercedes | P     | Maldonado | Rit | Rit | Rit | 15 | Rit | Rit | 7  | 7   | Rit | 14 | Rit | Rit | 12 | 8 | 7   | 8   | 11 | 10 | Rit | 78    | 6º   |

| Legenda | 1º posto     | 2º posto | 3º posto    | A punti         | Senza punti/Non class.  | Grassetto – Pole position Corsivo – Giro più veloce |
| Legenda | Squalificato | Ritirato | Non partito | Non qualificato | Solo prove/Terzo pilota | Grassetto – Pole position Corsivo – Giro più veloce |